# Lijst van componisten
Dit is een lijst van componisten.

## Klassieke componisten

### A
- Torstein Aagaard-Nilsen
- Els Aarne
- Evald Aav
- Antonio Maria Abbatini
- Keiko Abe
- Komei Abe
- Ryotaro Abe
- Clamor Heinrich Abel
- Karl Friedrich Abel
- Leopold August Abel
- Placido Abela
- Pierre Abélard
- Paul Abraham
- Hans Abrahamsen
- Juan Manuel Abras
- Jean Absil
- Adolphe Adam
- Bernardo Adam Ferrero
- Mark Adamo
- John Adams
- John Luther Adams
- Leslie Adams
- Richard Addinsell
- Thomas Adès
- Helen Adie
- Samuel Adler
- Georges Aeby
- Agostino Agazzari
- Johan Joachim Agrell
- Alexander Agricola
- Johann Friedrich Agricola
- Martin Agricola
- Dionisio Aguado
- Sebastian Aguilera de Heredia
- Julián Aguirre
- Johann Georg Ahle
- Johann Rudolf Ahle
- Kalevi Aho
- Harri Ahmas
- Gregor Aichinger
- Toshio Akiyama
- Jehan Alain
- José Alamá Gil
- Isaac Albéniz
- Mateo Albéniz
- Pedro Pérez de Albéniz y Basanta
- Eugen d'Albert
- Heinrich Albert
- Karel Albert
- Stephen Albert
- Giuseppe Matteo Alberti
- Tomaso Albinoni
- Johann Georg Albrechtsberger
- Aleksandr Aleksandrov
- Van Alexander
- Franco Alfano
- Kenneth J. Alford
- Hugo Alfvén
- Charles-Valentin Alkan
- Henk Alkema
- Gregorio Allegri
- Robert Allmend
- António Vitorino D'Almeida
- Atso Almila
- Eyvind Alnæs
- Flor Alpaerts
- Francesco Saverio Altamura
- Johann Ernst Altenburg
- Johann Christoph Altnikol
- Modest Altschuler
- Antonio Álvarez Alonso
- Germán Álvarez Beigbeder
- William Alwyn
- Masamichi Amano
- André Amellér
- Fikrət Əmirov
- John Amner
- Raine Ampuja
- Anton Jørgen Andersen
- Joachim Andersen
- Fridthjov Anderssen
- Magnus F. Andersson
- Cornelis Andriessen
- Hendrik Andriessen
- Jurriaan Andriessen
- Louis Andriessen
- Willem Andriessen
- Giovanni Francesco Anerio
- Felice Anerio
- Bonifacio Domenico Pasquale Anfossi
- Jean Henry d'Anglebert
- Pablo Anglés Galindo
- Giovanni Animuccia
- Caroline Ansink
- George Antheil
- Hiroshi Aoshima
- Teodoro Aparicio Barberán
- Nicolay Apollyon
- Hans Erich Apostel
- Dina Appeldoorn
- Bert Appermont
- Louis-Claude d'Aquin
- Jean-Baptiste Arban
- Jakob Arcadelt
- Aleksandr Archangelski
- Arie den Arend
- Anton Arenski
- Rob Ares
- Isabel Aretz
- Guido van Arezzo
- Dominick Argento
- Jean Arimont
- Thomas Arne
- Finn Arnestad
- Malcolm (Henry) Arnold
- Samuel Arnold
- Juan Crisóstomo de Arriaga
- Pascual Emilio Arrieta y Corera
- Perfecto Artola Prats
- Nikolaj Artzibushev
- Joseph Ascher
- Nils Henrik Asheim
- Daniel Asia
- Miguel Asins Arbó
- Boris Asafjev
- Vicente Asencio Ruano
- Gennaro Astarita
- Emanuele Astorga
- Georgi Atanasov
- Blas Emilio Atehortúa
- Kurt Atterberg
- Daniel Auber
- Louis Aubert
- Edmond Audran
- Josepha Barbara Auernhammer
- Tor Aulin
- Georges Auric
- Charles Avison
- Svitlana Azarova

### B
- Kees van Baaren
- Arno Babajanian
- Milton Babbitt
- William Babell
- Grażyna Bacewicz
- Kiejstut Bacewicz
- Carl Philipp Emanuel Bach
- Johann Christian Bach
- Johann Christoph Friedrich Bach
- Johann Ernst Bach (1722-1777)
- Johann Sebastian Bach
- Wilhelm Friedemann Bach
- Agathe Backer-Grøndahl
- Fridtjof Backer-Grøndahl
- Johann Georg Heinrich Backofen
- Tekla Bądarzewska-Baranowska
- Klaus Badelt
- Henk Badings
- Sven-Erik Bäck
- Ignace Baert
- August Baeyens
- Carlos Baguer
- Pierre Marie François de Sales Baillot
- Tadeusz Baird
- Baliny Valentin Bakfark
- Leonardo Balada
- Mili Balakirev
- Claude-Bénigne Balbastre
- Pietro Baldassare
- Michaël William Balfe
- Jean Balissat
- Adriano Banchieri
- Granville Bantock
- Samuel Barber
- René Barbier
- Francisco Asenjo Barbieri
- Domingos Caldas Barbosa
- Lajos Bárdos
- Warren Barker
- James Barnes
- Jean Barrière
- Francesco Barsanti
- Cecilia Maria Barthélemon
- Pierre Bartholomée
- Béla Bartók
- Mircea Basarab
- Leonid Bashmakov
- Johannes Gijsbertus Bastiaans
- John Baston
- Stanley Bate
- René-Emmanuel Baton
- Luigi Battiferri
- Désiré Alexandre Batton
- Arnold Bax
- Josef Bayer
- Irwin Bazelon
- Auguste-Ernest Bazille
- François Bazin
- Amy Marcy Cheney Beach
- Hortense de Beauharnais
- Thomas Beck
- Dietrich Becker
- Arsène Becuwe
- Jan van Beekum
- Alois Beerhalter
- Jacques Beers
- Ludwig van Beethoven
- Sonja Beets
- Sadao Bekku
- William Henry Bell
- Vincenzo Bellini
- Carl Michael Bellman
- Edson Beltrami
- Yehuda Ben-Cohen
- Yitzhak Ben-Tzvi
- Pietro Paolo Bencini
- František Benda
- Jan Jiří Benda
- Johann Benda
- Jiří Antonín Benda
- Friedrich Wilhelm Heinrich Benda
- Friedrich Ludwig Benda
- Jean-Valentin Bender
- Victor Bendix
- Richard Rodney Bennett
- Robert Russell Bennett
- William Sterndale Bennett
- Peter Benoit
- Paul Ben-Haim
- Warren Benson
- Niels Viggo Bentzon
- Albert Benz
- Alban Berg
- Herman Berlinski
- Luciano Berio
- Charles-Auguste de Beriot
- Lennox Berkeley
- Michael Berkeley
- Judith Berkson
- Hector Berlioz
- Miguel Bernal Jiménez
- Christoph Bernhard
- René Bernier
- Leonard Bernstein
- Jean-Luc Bertel
- Henri-Jerome Bertini
- Henri Montan Berton
- Pierre-Montan Berton
- Ferdinando Bertoni
- Franz Berwald
- Adil Bestybaev
- Bernard van Beurden
- Günther Bialas
- Carl-Heinrich Biber
- Heinrich von Biber
- Kurt Bikkembergs
- Petrus Josephus Bille
- Gilles Binchois
- Hildegard van Bingen
- Biquardus
- Henry Bishop
- Marcel Bitsch
- Georges Bizet
- Boris Blacher
- Hubert de Blanck
- Luis Blanes Arques
- Felice Blangini
- Quirinus van Blankenburg
- Amando Blanquer Ponsoda
- Matthieu Frédéric Blasius
- Michel Blavet
- Nikolaus Bleyer
- Arthur Bliss
- Philip Bliss
- Ernest Bloch
- John Blow
- Luigi Boccherini
- Nicolas Bochsa
- Samuel Friedrich Bockshorn
- Philipp Friedrich Böddecker
- August de Boeck
- Gerard Boedijn
- Karel Boehlee
- Meindert Boekel
- Léon Boëllmann
- Eduard de Boer
- Jan Boerman
- Philippe Boesmans
- Georg Böhm
- François-Adrien Boïeldieu
- Joseph Bodin de Boismortier
- Arrigo Boito
- Michael Bojesen
- Jan Bas Bollen
- Joachim Bollen
- Jacopo da Bologna
- Anna Bon di Venezia
- Maarten Bon
- Willem Frederik Bon
- Margaret Bonds
- Cornelis de Bondt
- Andrée Bonhomme
- Joseph Bonnet
- Francesco Antonio Bonporti
- Jo van den Booren
- Seóirse Bodley
- Charles Bordes
- Nimrod Borenstein
- Oscar Borg
- Elliot Del Borgo
- Hjalmar Borgstrøm
- Aleksander Borodin
- Michiel Borstlap
- Sergei Bortkiewicz
- Dmytro Bortnjansky
- Henriëtte Bosmans
- Marco Enrico Bossi
- Giovanni Bottesini
- Lili Boulanger
- Nadia Boulanger
- Pierre Boulez
- Derek Bourgeois
- Francis de Bourguignon
- Josse Boutmy
- Roger Boutry
- William Boyce
- William Brade
- Edvard Fliflet Braein
- Joly Braga Santos
- Johannes Brahms
- Pedro Braña Martínez
- Luís de Freitas Branco
- Jobst von Brandt
- Peter Brask
- Wim Brandse
- Jan Brandts Buys
- Walter Braunfels
- Harry Brauner
- Anthony Braxton
- Johannes van Bree
- Gaston Brenta
- Jan Josef Ignác Brentner
- Cesar Bresgen
- Willem Breuker
- Luc Brewaeys
- Havergal Brian
- Frank Bridge
- George Bridgetower
- Wolfgang Carl Briegel
- Estêvão de Brito
- Benjamin Britten
- Eugen Brixel
- František Xaver Brixi
- Jan Josef Brixi
- Jeroným Brixi
- Šimon Brixi
- Viktorín Ignác Brixi
- Brenton Broadstock
- Max Brod
- Viggo Brodersen
- Ingeborg von Bronsart
- Dirk Brossé
- Leo Brouwer
- Carlinhos Brown
- Max Bruch
- Gerard von Brucken Fock
- Anton Bruckner
- Nicolaus Bruhns
- Fridrich Bruk
- Antoine Brumel
- Albert E. Brumley
- Alfred Bruneau
- Elias Brunnenmüller
- Johannes Brunwart von Augheim
- Michel Brusselmans
- Ton Bruynèl
- Gavin Bryars
- Helen Buchholtz
- Philipp Friedrich Buchner
- Zbigniew Bujarski
- John Bull
- Simon Burgers
- Norbert Burgmüller
- Paul Burkhard
- Antoine Busnois
- Ferruccio Busoni
- Henri Büsser
- Arthur Butterworth
- Johann Heinrich Buttstett
- Dietrich Buxtehude
- Nelly Byl
- William Byrd

### C
- Juan Cabanilles Barberá
- Antonio de Cabezón
- Hernando de Cabezón
- Giulio Caccini
- John Cage
- Antonio Cagnoni
- Uri Caine
- Nicola Calandro
- Antonio Caldara
- Joseph Callaerts
- Giuseppe Maria Gioacchino Cambini
- Placidus von Camerloher
- Charles Camilleri
- Dirck Raphaelsz. Camphuysen
- Thomas Campion
- Conrado del Campo y Zabaleta
- Antônio Carlos Neves Campos
- Juan Enrique Canet Todolí
- Louis Canivez
- Christian Cannabich
- Joseph Canteloube
- Joaquim Lluís Cano García
- Samuel Friedrich Capricornus
- Michele Carafa de Colobrano
- Matteo Carcassi
- Roland Cardon
- Manoel Cardoso
- Giacomo Carissimi
- Wendy Carlos
- Roberto Carnevale
- Turlough O'Carolan
- Edwin Carr
- Teresa Carreño
- Antonio Casimir Cartellieri
- Ferdinando Carulli
- Robert Carver
- Giovanni Battista Casali
- Alfredo Casella
- Mario Castelnuovo-Tedesco
- Juan José Castro
- João de Deus de Castro Lobo
- Charles Simon Catel
- Georgy Catoire
- Eustache Du Caurroy
- Georges Caussade
- Emilio de' Cavalieri
- Francesco Cavalli
- Levi Celerio
- Frits Celis
- Friedrich Cerha
- Bohuslav Matěj Černohorský
- Ignacio Cervantes Kawanagh
- José María Cervera Lloret
- Franco Cesarini
- Marc'antonio Cesti
- Emmanuel Chabrier
- George Chadwick
- António Chagas Rosa
- Luciano Chailly
- Jacques Champion de Chambonnières
- Thibaud IV de Champagne
- John Barnes Chance
- Philippe le Chancelier
- Ching-Wen Chao
- Ruperto Chapi y Lorenta
- Gustave Charpentier
- Marc-Antoine Charpentier
- Walter van Châtillon
- Aram Chatsjatoerjan
- Ernest Chausson
- Carlos Chávez
- André Hippolyte Chélard
- Qigang Chen
- Luigi Cherubini
- William Child
- Unsuk Chin
- Loris Ohannes Chobanian
- Frédéric Chopin
- Tichon Chrennikov
- Dom Pedro de Christo
- Federico Chueca y Robres
- Salvador Chuliá Hernández
- Attilio Ciardi
- Franz Cibulka
- Johannes Ciconia
- Jan Cikker
- Francesco Cilea
- Giovanni Paolo Cima
- Domenico Cimarosa
- Giovanni Battista Cirri
- Mikalojus Konstantinas Čiurlionis
- Andreas Christophorus Clamer
- Antoine-Louis Clapisson
- Jeremiah Clarke
- Bernardo Clavijo del Castillo
- Jacobus Clemens non Papa
- Aldo Clementi
- Muzio Clementi
- Louis-Nicolas Clerambault
- Eric Coates
- Gloria Coates
- Maria Rosa Coccia
- Marcos Coelho Neto
- Michael Colgrass
- Alexander Comitas
- Loyset Compère
- Graziella Concas
- August Conradi
- Johann Georg Conradi
- Johan Gottfried Conradi
- Henry Cooke
- Peggy Stuart Coolidge
- Aaron Copland
- John Coprario
- Arcangelo Corelli
- Azio Corghi
- Pietro Abbà Cornaglia
- Johannes Cornago
- Peter Cornelius
- Peeter Cornet
- William Cornysh
- Francisco Correa de Arauxo
- Roland Coryn
- Javier Costa Císcar
- Gerardus Coumans
- François Couperin
- Louis Couperin
- Boudewijn Cox
- Anna Cramer
- Johann Baptist Cramer
- Andreas Crappius
- Jean Cras
- Thomas Crecquillon
- Guirne Creith
- Octave Crémieux
- Paul Creston
- William Croft
- Petrus de Cruce
- George Crumb
- Bernhard Henrik Crusell
- César Cui
- Cui Jian
- Carl Czerny

### D
- Jean Daetwyler
- Nicolas-Marie Dalayrac
- Ricardo Dal Farra
- Luigi Dallapiccola
- Ikuma Dan
- Arnaut Daniel
- Michael Daugherty
- Louis-François Dauprat
- Antoine Dauvergne
- Don Davis
- Claude Debussy
- René De Clercq
- Andreas Christian Dedekind
- Constantin Christian Dedekind
- Rita Defoort
- Stepan Degtjarjov
- Arthur De Greef
- Léonard de Hodémont
- Octaaf de Hovre
- Erik de Jong
- Théo De Joncker
- Jos de Klerk
- Lex van Delden
- Marc van Delft
- Michiel van Delft
- Michel Delgiudice
- Léo Delibes
- Frederick Delius
- Norman Dello Joio
- Claude Delvincourt
- Jules Denefve
- Hanne Deneire
- Gustaaf De Pauw
- Henri De Remouchamps
- Prosper-Didier Deshayes
- Felipe de Magelhães
- Karel De Schrijver
- Patrick van Deurzen
- François Devienne
- Lodewijk De Vocht
- Frederik Devreese
- Jeroen D'hoe
- Jos D'hollander
- Anton Diabelli
- David Diamond
- Emma Lou Diemer
- Alphons Diepenbrock
- Joseph-Marie-Armand-Michel Dieulafoy
- Karel van Dijck
- Oscar van Dillen
- Vincent d'Indy
- Hugo Distler
- Karl Ditters von Dittersdorf
- Selim Doğru
- Ernő Dohnányi
- Jacob van Domselaer
- Franco Donatoni
- Désiré Dondeyne
- Gaetano Donizetti
- Giuseppe Donizetti Pasha
- Loes Dooren
- Cornelis Dopper
- John Dowland
- Giovanni Battista Draghi
- Tímea Dragony
- František Drdla
- Sem Dresden
- Jiří Družecký
- Théodore Dubois
- Guillaume Dufay
- Guy Duijck
- Paul Dukas
- Gabriel Dupont
- Josef Leopold Václav Dukát
- Henry Du Mont
- John Dunstaple
- Henri Duparc
- Marcel Dupré
- Joël-François Durand
- Francesco Durante
- Sebastian Durón
- Maurice Duruflé
- Pascal Dusapin
- František Xaver Dušek
- Frantisek Josef Dussek
- Jan Ladislav Dussek
- Henri Dutilleux
- Frédéric Nicolas Duvernoy
- Antonín Dvořák

### E
- Anton Eberl
- Johannes Eccard
- Jean Frédéric Edelmann
- Lasse Eerola
- José Vicente Egea Insa
- Fredrikke Egeberg
- Arne Eggen
- Werner Egk
- Manfred Eicher
- Ludovico Einaudi
- Godfried von Einem
- Hanns Eisler
- Jan Ekier
- Danny Elfman
- André-Frédéric Eler
- Edward Elgar
- Heino Eller
- Maurice Emmanuel
- Huib Emmer
- Juan del Encina
- George Enescu
- Einar Englund
- Manuel Enríquez
- Ferenc Erkel
- Philipp Heinrich Erlebach
- Ton van Erp
- Rudolf Escher
- Bartolomé de Escobedo
- Theo Ettema
- Cho Eun-Hwa
- Eric Ewazen
- John Ewbank
- Jacob van Eyck
- Ernest van der Eyken
- Karel Van Eycken

### F
- Werner Fabricius
- Andrea Falconieri
- Manuel de Falla
- Ernest Fanelli
- John Farmer
- Giles Farnaby
- Ernest Farrar
- Louise Farrenc
- Carl Friedrich (Christian) Fasch
- Paul Fauchet
- Gabriel Fauré
- Gérard Favere
- Robert Fayrfax
- Ivan Fedele
- Gaston Feremans
- Oscar Fetras
- Gaspar Fernandes
- Jesús Fernández Vizcaíno
- Oscar Lorenzo Fernández
- Alfonso Ferrabosco
- Ferrer Ferrán
- Florêncio José Ferreira Coutinho
- Alexander Ernst Fesca
- Friedrich Ernst Fesca
- François-Joseph Fétis
- Henry Février
- Josef Fiala
- Zdeněk Fibich
- Mário Ficarelli
- John Field
- Gottfried Finger
- Fidelio F. Finke
- Gerald Finzi
- Johann Kaspar Ferdinand Fischer
- Joseph Fischer
- Luboš Fišer
- Georges Fitelberg
- Nicolas Flagello
- Benjamin Fleischmann
- Mateu Fletxa
- Ernst Wilhelm Floessel
- Marius Flothuis
- Friedrich von Flotow
- Carlisle Floyd
- Carolus Antonius Fodor
- Josef Bohuslav Foerster
- Paulus Folkertsma
- Georges Follman
- Jacqueline Fontyn
- Thomas Ford
- Timo Forsström
- Christoph Förster
- Kaspar Förster
- Wolfgang Fortner
- Johann Philipp Förtsch
- Rudolph Magnus Forwald
- François de Paule Jacques Raymond de Fossa
- John Foulds
- Michael Foumai
- Alexandre Fracalanza
- César Franck
- Melchior Franck
- Clemens von und zu Franckenstein
- Louis Francœur
- José María Franco Ribate
- Benoît Franssen
- Robert Franz
- Carlos Franzetti
- Frederik de Grote
- Girolamo Frescobaldi
- Géza Frid
- Hugo Friedhofer
- Johannes Fritsch
- Johann Jakob Froberger
- William Henry Fry
- Robert Fuchs
- Julius Fučík
- Hiroyuki Fujikake
- Gemba Fujita
- Yosuke Fukuda
- Hirokazu Fukushima
- David Funck
- Johann Wilhelm Furchheim
- Wilhelm Furtwängler
- Johann Joseph Fux

### G
- Revaz Kondrat'yevich Gabichvadze
- Giovanni Gabrieli
- Andrea Gabrieli
- Niels Gade
- Hans Gál
- Blas Galindo
- Jacques-François Gallay
- Vincenzo Gallilei
- Jan Adam Gallina
- Baldassare Galuppi
- Jacobus Gallus
- Miguel Gálvez-Taroncher
- Jesús García Leoz
- Roberto García Morillo
- Ramón García Soler
- Ignacio García Vidal
- Carlos Gardel
- Florian Leopold Gassmann
- Ennemond Gaultier
- Jean-François-Eugène Gautier
- Gianandrea Gavazzeni
- Joaquín Gaztambide Garbayo
- Giuseppe Gazzaniga
- Étienne-François Gebauer
- François René Gebauer
- Michel Joseph Gebauer
- Pierre-Paul Gebauer
- Georg Gebel
- Fritz Geißler
- Francesco Geminiani
- Alexandre Georges
- Steven Gerber
- Joaquín Gericó Trilla
- Edward German
- Friedrich Gernsheim
- George Gershwin
- Ottmar Gerster
- Carlo Gesualdo
- Joris Geurts
- François-Auguste Gevaert
- Giorgio Ghedini
- Luis Gianneo
- Christopher Gibbons
- Orlando Gibbons
- Richard Gibson
- Gilardo Gilardi
- Jan van Gilse
- Paul Gilson
- Jerónimo Giménez y Bellido
- Alberto Ginastera
- Bruno Giner
- Salvador Giner y Vidal
- Frede Gines
- Umberto Giordano
- Egberto Gismonti
- Oscar Giúdice
- Mauro Giuseppe Sergio Pantaleo Giuliani
- Werner Wolf Glaser
- Philip Glass
- Aleksandr Glazoenov
- Reinhold Glière
- Michail Glinka
- Vinko Globokar
- François Glorieux
- Christoph Willibald Gluck
- Vladimír Godár
- Benjamin Godard
- Leopold Godowsky
- Godric
- Roger Goeb
- Sofia Goebaidoelina
- Alexander Fjodorovitsj Goedicke
- Sim Gokkes
- Friedrich Goldmann
- Karl Goldmark
- Berthold Goldschmidt
- Jerry Goldsmith
- Nicolas Gombert
- Domingo Julio Gómez García
- Vicente Gómez-Zarzuela y Pérez
- Nicolaas Gomolka
- Rob Goorhuis
- Eugène Aynsley Goossens
- Henryk Górecki
- François-Joseph Gossec
- Ida Gotkovsky
- Yo Goto
- Louis Moreau Gottschalk
- Hendrik Goudsteen
- Morton Gould
- Charles Gounod
- Louis Théodore Gouvy
- Jacques de Gouy
- Hermann Grabner
- Hans Magne Græsvold
- Percy Aldridge Grainger
- Peder Gram
- Enrique Granados
- Carl Heinrich Graun
- Johann Gottlieb Graun
- Christoph Graupner
- Maurice Greene
- Aleksandr Gretsjaninov
- André Ernest Modeste Grétry
- Edvard Grieg
- Gérard Grisey
- Olaus Andreas Grøndahl
- Ferde Grofé
- Cor de Groot
- Robert Groslot
- Ludwik Grossman
- Odd Grüner-Hegge
- Gioseffo Guami
- Mozart Camargo Guarnieri
- Carlos Guastavino
- Pelle Gudmundsen-Holmgreen
- Francisco Guerrero
- Jacinto Guerrero y Torre
- Max Guillaume
- Alexandre Guilmant
- Pedro Elías Gutiérrez
- Jesús Guridi
- Kaj-Erik Gustafsson
- Juan Gutiérrez de Padilla
- Barry Guy

### H
- Jacob de Haan
- Emile Hartkamp
- Jan de Haan
- Georg Friedrich Haas
- Pavel Haas
- Alois Hába
- František Václav Habermann
- Əsərləri Hacibəyov
- Carel Hacquart
- Jan Hadermann
- Daron Aric Hagen
- Reynaldo Hahn
- Jacques Fromental Halévy
- Hajime Okumura
- Cristóbal Halffter Jiménez
- Ernesto Halffter Escriche
- Rodolfo Halffter Escriche
- Adam de la Halle
- Johan Halvorsen
- Henri Hamal
- Henri-Guillaume Hamal
- Jean-Noël Hamal
- Eero Hämeenniemi
- Asger Hamerik
- Johann Valentin Hamm
- Oscar Hammerstein II
- Georg Friedrich Händel
- Jacob Handl
- Ilmari Hannikainen
- Jos Hanniken
- Christian Julius Hansen
- Howard Hanson
- Jan Hanuš
- Kryštof Harant z Polžic a Bezdružic
- John Harbison
- Francisco Hargreaves
- Roy Harris
- Karl Amadeus Hartmann
- Jack Harvey
- Irina Hasnaş
- Johann Adolf Hasse
- Hans Leo Hassler
- Willy Hautvast
- Pierre van Hauwe
- Anton Havelaar
- Rocco Havelaar
- Svatopluk Havelka
- Daniel Havens
- Hikaru Hayashi
- Joseph Haydn
- Michael Haydn
- Jörg Hechet
- Johann David Heinichen
- Pieter Hellendaal
- Andreas-Friedrich Heller
- Stephen Heller
- Josef Hellmesberger
- Johannes Nicolaas Helstone
- Oscar van Hemel
- Wim Henderickx
- Hendrik VIII van Engeland
- Hans Henkemans
- Pierre Henry
- Hans Werner Henze
- Johann Andreas Herbst
- Frank den Herder
- Ferdinand Hérold
- Bernard Herrmann
- Ernst Herrmann-Meyer
- Johann Christian Hertel
- Johann Wilhelm Hertel
- Hervé
- Gregor Konrad Heuer
- Frigyes Hidas
- Hildegard von Bingen
- Alfred Hill
- Anders Hillborg
- Ferdinand von Hiller
- Paul Hindemith
- Takekuni Hirayoshi
- Hayato Hirose
- Ryohei Hirose
- Rozalie Hirs
- Emil Hlobel
- Alun Hoddinott
- E.T.A. Hoffmann
- Richard Hol
- Václav Karel Holan Rovenský
- Anthony Holborne
- Joseph Holbrooke
- Jan Dawid Holland
- York Höller
- Vagn Holmboe
- Gustav Holst
- Simeon ten Holt
- Arthur Honegger
- Takashi Hoshide
- Hiroshi Hoshina
- Nicolas Hotman
- Jacques Hotteterre
- Joachim van den Hove
- Alan Hovhaness
- Egil Hovland
- Herbert Howells
- Stefan Hristić
- Nihad Hrustanbegović
- Gustav Adolf Huber
- Hans Huber
- Paul Huber
- Jiří Hudec sr.
- Ted Huggens
- Julia Hülsmann
- Tobias Hume
- Pelham Humfrey
- Bertold Hummel
- Franz Hummel
- Johann Nepomuk Hummel
- Engelbert Humperdinck
- Fanny Hünerwadel
- Ilja Hurnik
- Alf Hurum
- Helge Hurum
- Karel Husa
- Jenő Husza
- Constantijn Huygens
- Søren Hyldgaard

### I
- Jacques François Antoine Ibert
- Airat Ichmouratov
- Abraham Zvi Idelsohn
- Akira Ifukube
- Toshinari Iijima
- Shin’ichirō Ikebe
- Tomojirō Ikenouchi
- Konstantin Iliev
- Andrew Imbrie
- Federico Incardona
- Sigismondo d'India
- Marc'Antonio Ingegneri
- Jan Ingenhoven
- Giacomo Antonio Francesco Paolo Michele Insanguine
- Michail Ippolitov-Ivanov
- Ludvig Irgens-Jensen
- Heinrich Isaac
- Merle Isaac
- Tadaoki Ishihara
- Nicolas Isouard
- Yasuhide Ito
- Nikolaj Pavlovitsj Ivanov-Radkevitsj
- Iwan Iosif Ivanovici
- Charles Ives
- Paul Xavier Ivry

### J
- Tony Jabovsky
- Gordon Jacob
- Frederick Jacobi
- Georg Jacobi
- Michael Jacobi
- Emile Jacques-Dalcroze
- Salomon Jadassohn
- Hyacinthe Jadin
- Louis Emmanuel Jadin
- Marie Jaëll
- Pertti Jalava
- Leoš Janáček
- Clement Janequin
- Guus Janssen
- Harrie Janssen
- Daan Janssens
- Željko Joksimović
- John Jenkins
- Joseph Willcox Jenkins
- Karl Jenkins
- Davorin Jenko
- Adolf Jensen
- Jan van Jenstejn
- Knud Jeppesen
- Otakar Jeremiáš
- Vojtěch Matyáš Jírovec
- Joseph Joachim
- David Monrad Johansen
- Niccolò Jommelli
- Zdeněk Jonák
- Théo De Joncker
- Jens Joneleit
- Daniel Jones
- Sidney Jones
- Marinus de Jong
- Joseph Jongen
- Scott Joplin
- Sverre Jordan
- Olaf Jørgensen
- Bradley Joseph
- Tadeus Joteyko
- Louis-Antoine Jullien
- Paul Juon

### K
- Dmitri Kabalevski
- Mauricio Kagel
- Jouni Kaipainen
- Robert Kajanus
- Vasili Kalinnikov
- Walter Kalischnig
- Jan Václav Kalivoda
- Edvin Kallstenius
- Imre (Emmerich) Kálmán
- Alfrēds Kalniņš
- Imants Kalniņš
- Jānis Kalniņš
- Gia Kantsjeli
- Bin Kaneda
- Choji Kaneta
- Shigeru Kan-no
- Gija Kantscheli
- Artur Kapp
- Rudolf Karel
- Sigfrid Karg-Elert
- Lucrecia Kasilag
- Timo Katila
- Dick Kattenburg
- Masaru Kawasaki
- Leif Kayser
- Thomas Keighley
- Bryan Kelly
- Thomas C. Kelly
- Bart de Kemp
- Lothar Kempter
- Kent W. Kennan
- Marjory Kennedy-Fraser
- Vincent Kennedy
- Gustave Kerker
- Jerome David Kern
- Brian Kershner
- Huub Kerstens
- Willem Kersters
- Mathieu Kessels
- Daniel Kessner
- Albert Ketèlbey
- Otto Ketting
- Piet Ketting
- Franco van Keulen
- Geert van Keulen
- Tristan Keuris
- Theodor Kewitsch
- Nelson Keyes
- Aram Khachaturian
- Peter Kiesewetter
- Wojciech Kilar
- Mark Kilstofte
- Yukio Kikuchi
- Kim Chung Gil
- Kim Eunhye
- Masami Kimura
- Johann Erasmus Kindermann
- Kyle Kindred
- Karl L. King
- Robert A. King
- Makiko Kinoshita
- Franz Kinzl
- Albert Kircher
- Theron Kirk
- Johann Kirnberger
- Michio Kitazume
- Yayoi Kitazume
- Johann Christian Kittel
- Richard Kittler
- Hikari Kiyama
- Uuno Klami
- Giselher Klebe
- Sales Kleeb
- Walter Klefisch
- Gideon Klein
- Jacob Herman Klein
- John Klein
- Manuel Klein
- George Kleinsinger
- Otto Klemperer
- Paul von Klenau
- Julius Klengel
- Josef Klička I
- Gilbert Klien
- Henri Kling
- August Klughardt
- František Kmoch
- Edward Knight
- Morris Knight
- Lev Knipper
- Charles Knox
- Jo Knümann
- Asei Kobayashi
- Erland von Koch
- Frederick Koch
- Markus Koch
- Günther Kochan
- Otto Kockert
- František Kočwara
- Zoltán Kodály
- Frits Koeberg
- Richard Koebner
- Charles Koechlin
- Graham Koene
- Herbert König
- Franz Königshofer
- Miroslav Könnemann
- Karl-Heinz Köper
- Willy Koester
- Pèter Köszeghy
- Edmund Kötscher
- Jan Koetsier
- Koh Chang-su
- Karl Kohn
- Ellis Kohs
- Jean-Claude Kolly
- Petr Kolman
- Karel Komzák I
- Karel Komzák II
- Karel Komzák III
- Soichi Konagaya
- Jo Kondo
- Georgi Konjus
- Paul Kont
- Simon Kooyman
- Herman David Koppel
- Georg Koppitz
- Jan Jáchym Kopřiva
- Karel Blažej Kopřiva
- Václav Jan Kopřiva
- Peter Jona Korn
- Erich Korngold
- Reijiro Koroku
- Karl Korte
- Thomas Koschat
- Yuji Koseki
- Boris Kosjevnikov
- Julius Kosleck
- Gregory Kosteck
- Ton Kotter
- Rudolf Koumans
- Adriaan Kousemaker
- Sergei Alexandrovitch Koussevitzky
- Boris Koutzen
- Hans Kox
- Kazuhiko Koyama
- Kiyoshige Koyama
- Sakunosuke Koyama
- Jan Evangelista Antonín Koželuh
- Leopold Antonín Koželuh
- Vinzenz Emanuel Koželuh
- Wilfried Krätzschmar
- Leo Kraft
- William Kraft
- Johann Nepomuk Král
- František Vincenc Kramář
- Jonathan D. Kramer
- Andreas Krapp
- Joseph Martin Kraus
- Charles Krauschaar
- Johann Ludwig Krebs
- Cyrillus Kreek
- Joseph Kreines
- Fritz Kreisler
- Karl Kreith
- Boris Kremenliev
- Ernst Křenek
- Edmund Kretschmer
- William F. Kretschmer
- Conradin Kreutzer
- Rudolphe Kreutzer
- Adam Krieger
- Johann Krieger
- Johann Philipp Krieger
- Fridthjof Kristoffersen
- Karl Kroeger
- Johann Baptist Joseph Krottendorfer
- Jean-Baptiste Krumpholtz
- Henry Krtschil
- Jan Krzywicki
- Rafael Kubelík
- Gail Kubik
- Augustin Kubizek
- Wolfgang R. Kubizek
- Jan Křtitel Josef Kuchař
- Elmer Takeo Kudo
- Joseph Küffner
- Hannes Kügerl
- August Kühnel
- Roland Kuit
- Eduard Künneke
- Hubert-Ferdinand Kufferath
- Johann Hermann Kufferath
- Louis Kufferath
- Elzard Kuhlman
- Friedrich Kuhlau
- Johann Kuhnau
- Gary Kulesha
- Wilton Kullmann
- Andreas Kunstein
- Ladislav Kupkovič
- Robert Kurka
- György Kurtág
- Jiro Kusano
- Tetsunosuke Kushida
- Keith Kusterer
- Ernst Kutzer
- Jaakko Kuusisto
- Hiroaki Kuwahara
- Christopher Kuzell
- Johan Kvandal
- Trend Kynaston

### L
- Pierre Nelson Labole
- Jiří Laburda
- Jaroslav Labský
- Osvaldo Lacerda
- Amleto Lacerenza
- Franz Lachner
- Vinzenz Lachner
- Paul Lacombe
- Paul Lacôme
- Guy Lacour
- Paul Ladmirault
- László Lajhta
- Mayhew Lester Lake
- Yehoshua Lakner
- Édouard Lalo
- John David Lamb
- Marvin Lamb
- Richard Lambert
- Mathieu Lamberty
- Jean Lambrechts
- Thorvald Lammers
- Ricardo Lamote de Grignon y Ribas
- Jens Bodewalt Lampe
- Serge Lancen
- Victor Landau
- Francesco Landini
- Leon B. Landowski
- Marcel Landowski
- Philip Lane
- David Lang
- István Láng
- Max Lang
- Philip J. Lang
- Daniël de Lange
- Otto Langey
- Gordon Langford
- Rued Langgaard
- Jean Langlais
- Honoré Langlé
- Coby Lankester
- Vanessa Lann
- Eduard Freiherr von Lannoy
- Robert Lannoy
- André Laporte
- Agustín Lara
- Thomas Larcher
- Edward Largent jr.
- Joaquin Larregla y Urbieta
- Pasquale La Rotella
- Libby Larsen
- Lars-Erik Larsson
- Mats Larsson Gothe
- Wim Lasoen
- Orlando di Lasso
- Per Lasson
- Gert Last
- William P. Latham
- Christian Lauba
- Louis-Philippe Laurendeau
- Calixa Lavallée
- Elise Lavater
- William Lawes
- Daniel Lazarus
- Henry Lazarus
- Sylvio Lazzari
- Quirino Lazzarini
- António Leal Moreira
- Adolf Leander
- Franziska Lebrun
- Ludwig August Lebrun
- Paul-Henri-Joseph Lebrun
- Clovis Lecail
- Alexandre Charles Lecocq
- Ernesto Lecuona
- Jacques Leduc
- Christopher Lee
- Dai-Keong Lee
- HyeKyung Lee
- Noël Lee
- Young-Jo Lee
- Pieter Leemans
- Benjamin Lees
- Cecil B. Leeson
- Ton de Leeuw
- Louis James Alfred Lefébure-Wély
- Charles Édouard Lefèbvre
- Jean-Xavier Lefèvre
- Paul Le Flem
- Victor Legley
- Thomas Legrady
- Wilhelm Legrand
- Franz Lehár
- Ulrikka Fredrikke Lehmann Barth
- Jukka-Pekka Lehto
- Leonard J. Lehrman
- Erik W. G. Leidzén
- Jón Leifs
- Mitch Leigh
- Friedrich Leinert
- Claude Lejeune
- Jeanne Leleu
- Deodatus Alphonse Lemaire
- Robert Lemay
- Artur Lemba
- Aubert Lemeland
- Kamilló Lendvay
- Georges Lentz
- Leonardo Leo
- Beldon Leonard
- Angelo Pio Leonardi
- Marina Leonardi
- Ruggiero Leoncavallo
- Leong Yoon Pin
- Franco Leoni
- Leoninus
- Bohuslav Leopold
- Jan Sixt von Lerchenfels
- Jos Lerinckx
- Xavier Leroux
- Jonathan Leshnoff
- John Lessard
- Jean-François Lesueur
- Charles Le Thière
- Theodor Robert Leuschner
- Albert Leutner
- Paul Alan Levi
- Micah Levy
- Leonard Mark Lewis
- Malcolm Lewis
- Walter Lewis
- Walter Lewis (1866)
- Norman Leyden
- Li Huanzhi
- José Lídón
- Helene Liebmann
- Hsien-Sheng Lien
- Auguste Liessens
- Albert Lietaert
- Shai Lifshitz
- György Ligeti
- Wim D. van Ligtenberg
- Henk van Lijnschooten
- Catherine Likhuta
- Douglas Lilburn
- Paul Lincke
- Harry J. Lincoln
- Christian Lindberg
- Wilhelm Lindemann
- Harris Lindenfeld
- Olof Lindgren
- Peter Joseph von Lindpaintner
- Scott Lindroth
- Jiří Ignác Linek
- Johann Georg Linike
- Jukka Linkola
- Robert Linn
- Karol Lipiński
- Joris Lippens
- David Liptak
- Zdeněk Liška
- Franz Liszt
- Wen-Jin Liu
- David Livingston
- Anatoli Ljadov
- Sergej Ljapoenov
- Borys Ljatosjynsky
- Llano
- Vicente Lleó Balbastre
- Pere Pou Llompart
- George Lloyd
- Norman Lloyd
- Hau-Man Lo
- Alonso Lobo
- Edu Lobo
- José Joaquim Emeríco Lobo de Mesquita
- Pietro Locatelli
- Matthew Locke
- Dan Locklair
- Larry Lockwood
- Normand Lockwood
- Edward James Loder
- Paul Loeb van Zuilenburg sr.
- Edmund Löffler
- Johann Löhner
- Hanns Löhr
- Hermann Löhr
- Jean-Baptiste Loeillet
- Frank Loesser
- Theo Loevendie
- Frederick Loewe
- Johann Jacob Löwe
- Tom Löwenthal
- Wendell Logan
- Luigi Logheder
- Nicola Bonifacio Logroscino
- Dietrich Lohff
- Louis-Luc Loiseau de Persuis
- Jakub Lokaj
- Jean-Marie Londeix
- Edwin London
- Frederico Longás Torres
- Robert Longfield
- Armand Lonque
- Georges Lonque
- Nikolai Lwowitsj Lopatnikoff
- Santiago Lope Gonzalo
- Edward Loos
- Fernando Lopes-Graça
- Félix Máximo López
- Manuel Angulo López-Casero
- Carlos López Buchardo
- Eduardo López-Chávarri y Marco
- Manuel López-Quiroga Miguel
- Ronald Lo Presti
- Ricardo Lorenz
- Clément Loret
- Frank Hoyt Losey
- Erik Lotichius
- Adolf Lotter
- Antonio Lotti
- Raymond Loucheur
- Ivana Loudová
- Jean Louël
- Arthur Lourié
- Alain Louvier
- William Lovelock
- Donato Lovreglio
- Eleuterio Lovreglio
- Pei Lu
- Leighton Lucas
- Andrea Luchesi
- Domenico Lucilla
- Donald N. Luckenbill
- Hilmar Luckhardt
- Gustav Carl Luders
- Vincent Lübeck
- Wilhelm Lüdecke
- Raymond Luedeke
- Ludwig Lürman
- Peter Lüssi
- Alois Lugitsch
- Jean-Daniel Lugrin
- Alexandre Luigini
- Zdeněk Lukáš
- Ray E. Luke
- Jean-Baptiste Lully
- Carl Lumbye
- Georg Lumbye
- Hans Christian Lumbye
- Tippe Lumbye
- Pablo Luna Carné
- Gudrun Lund
- Ivar Lunde jr.
- Bengt Lundin
- Per Lundkvist
- Torbjörn Lundquist
- Martin Lunssens
- Thomas Lupo
- Fred Luscomb
- Witold Lutosławski
- Elisabeth Lutyens
- Guy Luypaerts
- Guy-Claude Luypaerts
- Guy-Philippe Luypaerts
- Marc Lys
- Mykola Lysenko

### M
- Gerhard Maasz
- Teodulo Mabellini
- Wilson Drake Mabry
- Alfredo Macchitella
- Hamish MacCunn
- Edward MacDowell
- Otmar Mácha
- Peter Machajdík
- Guillaume de Machault
- Ikuya Machida
- Alexander Mackenzie
- John Mackey
- William H. Mackie
- James MacMillan
- Elizabeth Maconchy
- Giovanni de Macque
- Stuart MacRae
- Edward J. Madden
- Bruno Maderna
- Leevi Madetoja
- Trygve Madsen
- Ester Mägi
- Jaak Maertens
- Ernest Maes
- Jef Maes
- Lode Maes
- Sylvia Maessen
- Jan De Maeyer
- Daniele Maffeis
- Quinto Maganini
- Gaetano Magazzari
- Mary Jane Mageau
- Felipe de Magelhães
- Leopoldo Magenti Chelvi
- Albéric Magnard
- Gustav Mahler
- Shafer Mahoney
- Louis-Aimé Maillart
- Jean Baptiste Maillochaud
- Alphonse Mailly
- Martin Mailman
- Ernest Majo
- Yevgeni Petrovitsj Makarov
- Jan Maklakiewicz
- Jaroslav Malina
- Gian Francesco Malipiero
- Jan Maklakiewicz
- Andreas Makris
- Jerzy Maksymiuk
- Richard Maltby sr.
- Michio Mamiya
- Roderik de Man
- Riichiro Manabe
- Pierre de Manchicourt
- Francesco Mancini
- Claudio Mandonico
- Giuseppe Manente
- Cesare Manganelli
- Sylvain Mangeant
- Johann Gottfried Hendrik Mann
- Daan Manneke
- Philippe Manoury
- Eduardo García Mansilla
- Gian Battista Mantegazzi
- Alessandro Marcello
- Romualdo Marenco
- Luca Marenzio
- Alfred Margis
- Giuseppe Mariani (1840-1904)
- Giuseppe Mariani (1898-1982)
- Louis Marischal
- Michael Markowski
- Miklós Maros
- Pascual Marquina Narro
- Max Marschalk
- Roger Marsh
- Christopher Marshall
- Armand Marsick
- Frank Martin
- Johann Paul Ägidius Martin
- Philip Martin
- Marianna von Martines
- Francisco José Martínez Gallego
- Jean Paul Egide Martini
- Johannes Martini
- Martini il Tedesco
- padre Martini
- Jean Martinon
- Vicente Martín y Soler
- Maria de Lourdes Martins
- Vasco Martins
- Bohuslav Martinů
- Emiel Henri Martony
- Tauno Marttinen
- Giuseppe Martucci
- Joseph Marx
- Manuel Mas Devesa
- David Maslanka
- Charles Mason
- Daniel Gregory Mason
- Juan Vicente Mas Quiles
- Tiburtio Massaini
- Victor Massé
- Jan Masséus
- Jules Massenet
- Áskell Másson
- Bruto Mastelli
- Kozo Masuda
- Eduardo Mata Asiasín
- Lovro von Matačić
- Martín Matalon
- Miguel Ángel Fernández Mateu
- William Mathias
- Gerardo Hernán Matos Rodríguez
- Yoriaki Matsudaira
- Yoritsune Matsudaira
- Teizo Matsumura
- Isao Matsushita
- Shinichi Matsushita
- Kinya Matsuura
- Gerhard Matthes
- René Matthes
- Colin Matthews
- David Matthews
- Siegfried Matthus
- Rodolfo Mattiozzi
- Paul Mauriat
- David Maves
- Peter Maxwell Davies
- Roger May
- Albert Mayr
- Johann Simon Mayr
- Toshiro Mayuzumi
- Domenico Mazzocchi
- Clark McAlister
- Scott McAllister
- W. Francis McBeth
- Robert Guyn McBride
- John McCabe
- Daniel McCarthy
- Frank McCarty
- William McCauley
- D. Mark McCoy
- Byron B. McCulloh
- Harl McDonald
- Edward McGuire
- Neil McKay
- Barry McKimm
- William Thomas McKinley
- Barton McLean
- Priscilla McLean
- James McLeod
- Catherine McMichael
- Stephen McNeff
- Colin McPhee
- Cindy McTee
- Frank W. Meacham
- Richard Meale
- Tilo Medek
- Nikolaj Medtner
- Louis De Meester
- Lode Meeus
- Hans Meeuws
- Friedrich Mehler
- André Mehmari
- Étienne Nicolas Méhul
- Johan de Meij
- Herman Meima
- Scott Meister
- Stephen Melillo
- Arne Mellnäs
- Laurent Menager
- Felix Mendelssohn Bartholdy
- Manoel Mendes
- Rafael Méndez
- Karel Mengelberg
- Misha Mengelberg
- Peter Mennin
- Gian Carlo Menotti
- Saverio Mercadante
- Johnny Mercer
- Tarquinio Mercula
- Aarre Merikanto
- Boris Mersson
- Fernand Mertens
- Hardy Mertens
- Henk Mertens
- Wim Mertens
- Claudio Merulo
- André Messager
- Olivier Messiaen
- Karl Messner
- Paul Mestrozi
- Leon Metcalf
- Theodore Metz
- Arthur Meulemans
- Herman Meulemans
- Richard Meyer
- Erik Meyer-Helmund
- Giacomo Meyerbeer
- Jan Meyerowitz
- Peter Michaelides
- Donal R. Michalsky
- Adam Michna z Otradovic
- John William Middendorf
- Hans Mielenz
- Georges Migot
- Kizito Mihigo
- Jiro Mikami
- Minoru Miki
- Mohammed Milad Saleh
- Gene F. Milford
- Darius Milhaud
- Edward Jay Miller
- Lewis Miller
- Malloy Miller
- Karl Millöcker
- Anthony Milner
- Hiroaki Minami
- Satoshi Minami
- Ludwig Minkus
- Ronaldo Miranda
- Joshua Missal
- Akira Mitake
- Lyndol Mitchell
- Shukichi Mitsukuri
- Akira Miyagawa
- Haruna Miyake
- Kazuto Miyazawa
- Akira Miyoshi
- Shuko Mizuno
- Nikolaj Mjaskovski
- James Mobberley
- Ilan Mochiach
- Hans Moeckel
- Carl Christian Møller
- Gunner Møller Pedersen
- Azer Moenaert
- Léon Moeremans
- Robert Moevs
- Richard Mohaupt
- Philipp Mohler
- Roderich Mojsisovics - Edler von Mojsvár
- Johann Melchior Molter
- Frederic Mompou
- José Pablo Moncayo García
- Vicente Moncho
- Lionel Monckton
- Maurice E. Monhardt
- Stanisław Moniuszko
- Kors Monster
- Philippus de Monte
- Italo Montemezzi
- Xoán Montes Capón
- Eduardo Montesinos Comas
- Claudio Monteverdi
- Vittorio Monti
- Xavier Montsalvatge
- Emánuel Moór
- David Moore
- Dorothy Rudd Moore
- Donald I. Moore
- Douglas Stuart Moore
- Earl V. Moore
- J. David Moore
- Estêvão Lopes Morago
- Erik Morales
- Cristóbal de Morales
- François Morel
- Domenico Morelli
- Josep Moreno Gans
- Mariano Mores
- Renaat Mores
- Oscar Moret
- David Robert Morgan
- David Sydney Morgan
- Robert Orlando Morgan
- Edvard Moritz
- Jan Morks
- Francesco Morlacchi
- Thomas Morley
- Dexter Morrill
- Haydn Morris
- Robert Daniel Morris
- Charles Geoffrey Morrow
- Ivo Mortelmans
- Lodewijk Mortelmans
- Jan W. Morthenson
- John Glenesk Mortimer
- Richard Moryl
- Isaak-Ignaz Moscheles
- Albert Mosmans
- Alphons Mosmans
- John Moss
- Moritz Moszkowski
- David Mott
- Pierre Moulaert
- Raymond Moulaert
- David Moule-Evans
- Walter Mourant
- Jean-Joseph Mouret
- Ruud Mourik
- William Moylan
- Alexander Moyzes
- Franz Xaver Wolfgang Mozart
- Leopold Mozart
- Wolfgang Amadeus Mozart
- Modest Moessorgski
- Detlev Müller-Siemens
- Florian Mueller
- Friedrich Müller
- Iwan Müller
- Jan Müller-Wieland
- Willy Müller-Medek
- Georg Muffat
- Philemon Mukarno
- Jan Mul
- Karel Muldermans
- Jacob Muller
- Paul Muller
- Dominic Muldowney
- William Mundy
- Traugott Munkelt
- Vano Muradeli
- Don Muro
- Lyn Murray
- Gerbert Mutter
- Victor Petrus Ludovicus Muyldermans
- Theldon Myers
- Josef Myrow
- Josef Mysliveček

### N
- Nicolas Nabokov
- Jozef Nachtergaele
- Kenshi Nagai
- Jun Nagao
- Masayuki Nagatomi
- Albert Nagele
- Russell Nagy
- Toshio Nakagawa
- Tatsuhiko Nakahara
- Hitoshi Nakamura
- Keijiro Nakamura
- Noriko Nakamura
- Shigenobu Nakamura
- Toru Nakamura
- Yoko Nakamura
- Yoshinao Nakata
- Shimpei Nakayama
- Conlon Nancarrow
- Pietro Nardini
- Camillo De Nardis
- Rika Narimoto
- Gary Powell Nash
- Goro Natori
- Masakazu Natsuda
- Shoko Natsuda
- Johann Friedrich Naue
- Jérôme Naulais
- Siegfried Naumann
- Óscar Navarro González
- Lelo Nazário
- José de Nebra
- Clint Needham
- Staf Nees
- Vic Nees
- Francesco Paolo Neglia
- Heinrich August Neithardt
- Vít Nejedlý
- Václav Nelhýbel
- Ron Nelson
- Alberto Nepomuceno
- Jan Křtitel Jiří Neruda
- Blondel de Nesle
- Viktor Nessler
- Joseph Nesvadba
- Albert Neudel
- Ethelbert Nevin
- Kent Newbury
- Jonathan Newman
- Theodore Newman
- Ernest Newton
- Rodney Newton
- Frederik Neyrinck
- James Niblock
- Joseph Weston Nicholl
- Otto Nicolai
- Johann Michael Nicolai
- Willem Frederik Gerard Nicolai
- René Nicolas
- Carl Nielsen
- Ludolf Nielsen
- Ludvig Nielsen
- Arman Marie Ghislain Baron de Nieuwenhove
- Tokuhide Niimi
- Apostol Nikolaev-Stroumsky
- Bo Nilsson
- Torsten Nilsson
- Pierre Nimax jr.
- Pierre Nimax sr.
- Akira Nishimura
- Yukiko Nishimura
- Lucien Niverd
- Roger Nixon
- Joseph Hanson Kwabena Nketia
- Kurt Noack
- Walther Noack
- Kiyoshi Nobutoki
- Teruyuki Noda
- Ichiro Nodaira
- Hudson Nogueira
- Luigi Nono
- David Noon
- Anthonie van Noordt
- Arne Nordheim
- Per Nørgård
- Michael Norris
- Michael John Norris
- Alex North
- Douglas Nott
- Ottokar Nováček
- Jan Novák
- Vítězslav Novák
- Michele Novaro
- Feliks Nowowiejski
- Jacobus Nozeman
- Toek Numan
- José Maurício Nunes Garcia
- Henri Nuyens
- Frank Nuyts
- Gaston Nuyts
- Morine A. Nyquist
- Knut Nystedt
- Gösta Nystroem

### O
- Jacob Obrecht
- Turlough O'Carolan
- Siegfried Ochs
- Johannes Ockeghem
- Galina Oestvolskaja
- Tolga Zafer Özdemir
- Jacques Offenbach
- Jayce John Ogren
- Ro Ogura
- Satoshi Ohmae
- Teiichi Okano
- Shawn E. Okpebholo
- Johann Christoph Oley
- Marcus Olgers
- Manoel Dias de Oliveira
- Israel Olman
- Ricardo Olmos Canet
- Sean O’Loughlin
- Ole Olsen
- Charles O'Neill
- George Onslow
- Antoine Oomen
- Wayne Oquin
- Julián Orbón
- Napoleon Orda
- Carl Orff
- Ben-Zion Orgad
- Buxton Orr
- Juan Orrego-Salas
- Léon Orthel
- William Ortiz-Alvarado
- Max Oscheit
- Michiru Oshima
- Leroy Osmon
- Glenn Osser
- Eurydice V. Osterman
- Leroy Ostransky
- Atsutada Otaka
- Adam Michna z Otradovic
- Daniel Ott
- David Ott
- Joseph Henry Ott
- Rogier van Otterloo
- Willem van Otterloo
- Thorvald Otterstrom
- Valerius Otto
- Cristóbal Oudrid y Segura
- Nikola Leonard Ovanin
- Petros Ovsepyan
- Vjatsjeslav Ovtsjinnikov
- William Owens
- Joaquín de Oxinaga

### P
- Johann Pachelbel
- Alois Pachernegg
- Giovanni Pacini
- Tadeusz Paciorkiewicz
- Cornelis Padbrué
- Martijn Padding
- Else Marie Pade
- Ignacy Jan Paderewski
- José Padilla Sánchez
- Ferdinando Paër
- Arvo Pärt
- Niccolò Paganini
- Giovanni Paisiello
- Julián Palanca Masiá
- Louis Salvador Palange
- Manuel Palau Boix
- Giovanni da Palestrina
- Sachari Petrovitsj Paliaschwili
- Francesco Palizzi
- Jan Gerard Palm
- Jacobo Palm
- Rudolph Palm
- John Palm
- Catharina Palmér
- Robert Moffat Palmer
- Selim Palmgren
- Carter Pann
- Andrzej Panufnik
- Maria Theresia von Paradis
- Martti Parantainen
- Gen Louis Parchman
- Soo-Hyun Park
- Ignácio Parreiras Neves
- Herman M. Parris
- Hubert Parry
- Claude Pascal
- Gregory Pascuzzi
- Luis Pasquet
- Bernardo Pasquini
- Ramón Pastor Gimeno
- José Rafael Pascual Vilaplana
- Iván Patachich
- Andy Patterson
- Edmund Patzke
- Paul Patterson
- Jiří Pauer
- Ernst Julius Paul
- Joaquim de Paula Souza
- Karl Freiherr von Paumgarten
- Karl Pauspertl
- Steven Paxton
- Jakob Mathias Pazeller
- Andrew Pearce
- Russel James Peck
- Felipe Pedrell
- Cor van der Peet
- Flor Peeters
- Krzysztof Penderecki
- Georges Pelēcis
- Jaroslav Pelikán
- Esteban Peña Morell
- Francisco de Peñalosa
- Jef Penders
- Manuel Penella Moreno
- William Albert Penn
- Giovanni Pennacchio
- John Pennington
- Francesco Pennisi
- Ernst Pepping
- Johann Christoph Pepusch
- Aurelio Pérez Perelló
- Juan Pérez Ribes
- José Pérez Vilaplana
- Giovanni Battista Pergolesi
- Jacopo Peri
- Frank S. Perkins
- João Pernambuco
- Alessandro Peroni
- Perotinus
- Julia Amanda Perry
- Zenobia Powell Perry
- Vincent Persichetti
- Louis-Luc Loiseau de Persuis
- Giacomo Perti
- Stan Pethel
- Zdeněk Petr
- Goffredo Petrassi
- Errico Petrella
- Gianluca Petrella
- Henri Petri
- Andrej Pavlovitsj Petrov
- Shabtai Arieh Petrushka
- Allan Pettersson
- Paul Peuerl
- Johann Christoph Pez
- Johann Christoph Pezel
- Augustin Pfleger
- Anne Danican Philidor
- Peter Philips
- Peter Phillips
- Roy Phillippe
- Burrill Phillips
- Joseph C. Phillips jr.
- Sebastián Piana
- Giuseppe Piantoni
- Ástor Piazzolla
- Louis-Benôit Picard
- Alessandro Piccinini
- Niccolò Piccinni
- Václav Pichl
- Tobias Picker
- John Pickard
- Bart Picqueur
- René Pieper
- Eseld Pierce
- Gabriel Pierné
- Lambert Pietkin
- Willem Pijper
- Friedrich Piket
- José Alberto Pina Picazo
- Theodor Pinet
- Pierre Pincemaille
- Ernest Pingoud
- Daniel Pinkham
- Werner Pirchner
- Maurice Pirenne
- Monte Keen Pishny-Floyd
- Paul Amadeus Pisk
- Francesco Antonio Pistocchi
- Walter Piston
- Giuseppe Ottavio Pitoni
- Elizabeth Hayden Pizer
- Ildebrando Pizzetti
- Carlo Alberto Pizzini
- Joan Baptista Pla
- Josep Pla
- Manuel Pla
- Robert Planel
- Josef Antonín Plánický
- Jean Robert Planquette
- Mani Planzer
- Anton Plate
- Giovanni Platti
- Kenneth Platts
- Ignaz Pleyel
- Anthony Plog
- Josef Eduard Ploner
- Jean Alexandre Ferdinand Poise
- Andrea Poggiali
- David Pohle
- Ian Polster
- Jean-Pierre Pommier
- Manuel Ponce
- Amilcare Ponchielli
- Juan Pons Server
- Luctor Ponse
- Geoffery Poole
- Marcel Poot
- Gavril Popov
- Todor Popov
- Francis Popy
- Nicola Porpora
- Ciprian Porumbescu
- Andrés Posada
- Lucien Posman
- Archibald James Potter
- Francis Poulenc
- Kit Powell
- Mel Powell
- Leonel Power
- Teobaldo Power y Lugo-Viña
- Michael Praetorius
- Stephen Philip Pratt
- Jindřich Praveček
- Jacques Press
- William Henry Presser
- Hermann Markus Pressl
- Armand Preud'homme
- André Previn
- Florence Beatrice Smith Price
- John Elwood Price
- Richard Maldwyn Price
- Claudio Prieto Alonso
- Heinrich Proch
- Sergej Prokofjev
- Arthur Pryor
- Giacomo Puccini
- Joel Puckett
- Charles Puerner
- Cesare Pugni
- Risto Pulkkinen
- Henry Purcell
- Marco Pütz

### Q
- Qu Xiao-Song
- Johann Joachim Quantz
- Joseph Quesnel
- Christophe Quéval
- Jean-René Quignard
- Howard L. Quilling
- Roger Quilter
- James Joseph Quinn
- Santiago Arnaldo Quinto Serna

### R
- Robin de Raaff
- Henri Rabaud
- Folke Rabe
- Peer Raben
- Sergej Rachmaninov
- Éliane Radigue
- Joachim Raff
- John Rahn
- Kaljo Raid
- Priit Raik
- Justin Raines
- Väiniö Raitio
- David Rakowski
- Jean-Philippe Rameau
- Ariel Ramírez
- Primož Ramovš
- Shulamit Ran
- Ture Rangström
- György Ránki
- Karl Aage Rasmussen
- Karol Rathaus
- Félix Rault
- Elisabeth Raum
- Einojuhani Rautavaara
- Maurice Ravel
- Dick Ravenal
- Thomas Ravenscroft
- Genovieffa Ravissa de Turin
- Alan Rawsthorne
- Enrique Raxach
- Gardner Read
- Thomas L. Read
- Paul Reale
- François Rebel
- Vladimir Rebikov
- Alfred Reed
- H. Owen Reed
- Nancy Binns Reed
- Emil Reesen
- Max Reger
- Johannes Regis
- Hermann Regner
- Steve Reich
- Maurice Reichard
- Johann Gottfried Reiche
- Sarah Reid
- Steven Reineke
- Karel Reiner
- Johann Georg Reinhardt
- Franz Reinl
- Carl Reissiger
- Friedrich August Reißiger
- Antonín Rejcha
- Josef Rejcha
- Henriette Renié
- Felix Resch
- Ottorino Respighi
- Esaias Reusner de Jongere
- Esaias Reusner de Oudere
- Fritz Reuter
- Gian Piero Reverberi
- Silvestre Revueltas
- Juan José Revueltas Colomer
- Ernest Reyer
- Emil Nikolaus von Rezniček
- Joseph Rheinberger
- Rhené-Baton
- Max Rhode
- Phillip Rhodes
- Primo Riccitelli
- Willy Richartz
- František Xaver Richter
- Franz Richter Herf
- Marga Richter
- Nico Richter
- Svjatoslav Richter
- Frederick Joseph Ricketts
- Lothar Riedinger
- Oskar Rieding
- Wallingford Riegger
- Henri Jean Rigel
- Henri-Joseph Rigel
- Wolfgang Rihm
- Knudåge Riisager
- Georg Rimski-Korsakov
- Nikolaj Rimski-Korsakov
- Christian Heinrich Rinck
- Andrew Rindfleisch
- João Guilherme Ripper
- Christian Ritter
- Oreste Riva
- Luis Rivera González
- Josef Rixner
- Stephen Roberts
- Alfred George Robyn
- Francisco Gomes da Rocha
- George Rochberg
- Richard Rodgers
- Nicole Rodrigue
- Robert Xavier Rodríguez
- Herman Roelstraete
- Jean Roger-Ducasse
- Julius Röntgen
- František Antonín Rössler
- Bernard Rogers
- Amadeo Roldán Gardes
- Walter Rolfe
- Robert Rollin
- Bernhard Romberg
- Sigmund Romberg
- Elena Romero Barbosa
- Antonio María Roméu
- Gustav Roob
- Toon Roos
- Chris Van Roosendael
- Jan Rokus van Roosendaal
- Hans Roosenschoon
- Jan Van der Roost
- Cyril Bradley Rootham
- Joseph Guy Ropartz
- Cypriano de Rore
- Ned Rorem
- José Santos Rosa
- Juventino Rosas Cadenas
- Ney Rosauro
- Solomon Rosowsky
- Jerome Rosen
- Hilding Rosenberg
- David C. Rosenboom
- Steven L. Rosenhaus
- Camilla de Rossi
- František Antonín Rössler
- Walter Begtol Ross
- Frederick Rosse
- Luigi Rossi
- Gioacchino Rossini
- Olesia Rostovskaya
- Philip Rothman
- Hans Rott
- Claude Joseph Rouget de Lisle
- Joey Roukens
- Steve Rouse
- Elena Roussanova Lucas
- Albert Roussel
- Josef Richard Rozkošný
- José Rozo Contreras
- Miklós Rózsa
- Pál Rózsa
- Edmund Rubbra
- Anton Rubinstein
- Nikolaj Rubinstein
- Alexandre Rudajev
- Jaufré Rudel
- Pierre de la Rue
- Carl Rütti
- Nicolás Ruiz Espadero
- Claudia Rumondor
- Arne Running
- Axel Ruoff
- Christian Friedrich Ruppe
- Tadd W. Russo
- Friedrich Wilhelm Rust (18e eeuw)
- Friedrich Wilhelm Rust (20e eeuw)
- Giacomo Rust
- John Rutter
- Jakub Jan Ryba
- Hans Rytterkvist
- Frederic Rzewski

### S
- Mart Saar
- Kaija Saariaho
- Alfonso el Sabio
- Antonio Sacchini
- Patrick Peter Sacco
- Ernst Sachse
- Shigeaki Saegusa
- Harald Sæverud
- Stellan Sagvik
- Toshihiko Sahashi
- Michael Sahl
- Floyd J. Saint Clair
- Richard Saint Clair
- Joseph Boulogne Chevalier de Saint-Georges
- Jacques de Saint-Luc
- Camille Saint-Saëns
- Itaru Sakai
- Masahiro Sakata
- Kathryn Salfelder
- Jorge Salgueiro
- Antonio Salieri
- David Saliman-Vladimirov
- Aulis Sallinen
- Georgi Salnikov
- Gaspar Sanz
- Matilde Salvador Segarra
- Gustave Samazeuilh
- Giovanni Battista Sammartini
- Giuseppe Sammartini
- Carl Sander
- Robert Levine Sanders
- Felicia Sandler
- Sven-David Sandström
- José Joaquín Sanjuán Ferrero
- Pedro Sanjuán Nortes
- Lucio San Pedro
- Francisco de Santiago
- Francesco Santoliquido
- Jonathan Santore
- Claudio Franco de Sá Santoro
- Enrique Santos
- Valeri Ibrahimovitsj Saparov
- Jerzy Sapieyevski
- Pablo de Sarasate
- István Sárkőzy
- Heinrich Saro
- David P. Sartor
- László Sáry
- Erik Satie
- Aram Movsejevitsj Satunc
- Friedrich Satzenhoven
- Emil von Sauer
- Henri Sauguet
- Edgar Saume
- Manuel Saumell
- Domenico Savino
- Ladislav Josef Filip Pavel Sawerthal
- Ahmed Adnan Saygun
- Lambert de Sayve
- Alessandro Scarlatti
- Domenico Scarlatti
- Giuseppe Scarlatti
- A. Louis Scarmolin
- Aristide Carlo Scassola
- J. Mark Scearce
- Theodor von Schacht
- Willis Schaefer
- Pierre Schaeffer
- Philipp Scharwenka
- Xaver Scharwenka
- Peter Schat
- Heinrich Scheidemann
- Samuel Scheidt
- Johann Hermann Schein
- Sebastian Anton Scherer
- Peter Schickele
- Tjako van Schie
- Johann Christian Schieferdecker
- Poul Schierbeck
- Harold Schiffman
- Lalo Schifrin
- Kurt Schild
- Theodor Franz Schild
- Melchior Schildt
- Hans Ludwig Schilling
- Max von Schillings
- Louis Schindelmeisser
- Gerhard Schjeldemp
- Irving Schlein
- Johann Heinrich Schmelzer
- Hans Schmidt-Isserstedt
- William Schmidt
- Camille Schmit
- Florent Schmitt
- Albert D. Schmutz
- Dieter Schnebel
- Peter Schneeberger
- Friedrich Schneider
- Georg Abraham Schneider
- Hans Schneider (1855)
- Hans Schneider (1906)
- Hans Schneider (1921)
- Manfred Schneider
- Hardy Schneiders
- Nathanael Schnittelbach
- Alfred Schnittke
- Franz Xaver Schnyder von Wartensee
- Franz Schoberlechner
- Othmar Schoeck
- Maurice Schoemaker
- Paul Schollaert
- Arnold Schönberg
- Max Schönherr
- Kees Schoonenbeek
- Johann Schop
- Johann Schrammel
- Alexander Schreiner
- Franz Schreker
- Friedrich Schröder
- Johannes Schubaur
- Franz Schubert
- Johann Friedrich Schubert
- Joseph Schubert
- Edmund Schücker
- Bernard Schulé
- Ervín Schulhoff
- Gunther Schuller
- Svend Schultz
- Johann Abraham Peter Schulz
- William Schuman
- Clara Schumann
- Robert Schumann
- Joseph Schuster
- Georg Casper Schürmann
- Heinrich Schütz
- Cornelis Schuyt
- Joseph Schwantner
- Walter Schwanzer
- Arthur Schwartz
- Elliott Schwartz
- Ira P. Schwarz
- Johann Paul Ägidius Schwarzendorf
- Andreas Schwilge
- Patrice Sciortino
- James Sclater
- Peter Sculthorpe
- Frederick Preston Search
- Oliver Searle
- Teodor Šebo-Martinský
- Karel Richard Šebor
- Peter Seeger
- Paul Seelig
- Josef Ferdinand Norbert Seger
- Jan Segers
- Leif Segerstam
- Karl Seglem
- Max Seidenspinner
- Paul Seitz
- José António Carlos de Seixas
- Robert Selig
- Bartolme de Selma
- Jules Gaspard Semler-Collery
- Ludwig Senfl
- José Serebrier
- Tibor Serly
- José Serrano Simeón
- Juan Sesé
- Déodat de Séverac
- Michael Seyfrit
- Giovanni Sgambati
- Charles Shackford
- David Lewiston Sharpe
- Boris Semyonovich Shekhter
- Harry Rove Shelley
- Bright Sheng
- John Sheppard
- Minao Shibata
- Leroy Shield
- Osamu Shimizu
- Hifuni Shimoyama
- Makoto Shinohara
- Motoyuki Shitanda
- Verdina Shlonsky
- Gregory Short
- Michael Short
- Marilyn Shrude
- Jean Sibelius
- Ludwig Siede
- Paul Siefert
- Elie Siegmeister
- Edmund J. Siennicki
- Willem Frederik Siep
- Roberto Sierra
- Kazimierz Sikorski
- Friedrich Silcher
- Marijn Simons
- Netty Simons (componist)
- Robert Simpson
- Thomas Simpson
- Ezra Sims
- Ricci Signorini
- Christian August Sinding
- Leone Sinigaglia
- Urho Sipponen
- George Siravo
- Urmas Sisask
- Hampson Sisler
- Joeri Sjaporin
- Emil Sjögren
- Dmitri Sjostakovitsj
- Nikolaos Skalkottas
- Nikos Skalkottas
- Charles Sanford Skilton
- Yngve Sköld
- Walter Skolaude
- Myroslav Skoryk
- Alexander Skrjabin
- František Škroup
- Josef Dominik Škroup
- Stanisław Skrowaczewski
- Josip Slavenski
- Anita Sleeman
- Yngve Slettholm
- Ernst Sloma
- Marcel Slootmaeckers
- Henry Smart
- Václav Smetáček
- Bedřich Smetana
- Leo Smit  Nederland
- Leo Smit  Verenigde Staten
- Hale Smith
- Julia Frances Smith
- Larry Alan Smith
- Rob Smith
- Martin Smolka
- Carl Smulders
- Ethel Mary Smyth
- Joseph-François Snel
- Eddy Snijders
- Randall Snyder
- Johan August Söderman
- Willy Soenen
- Solage
- Pedro Étienne Solère
- Jean Pierre Solié
- Harry Somers
- Øistein Sommerfeldt
- Fernando Sor
- Kaikhosru Shapurji Sorabji
- Pablo Sorozábal Mariezcurrena
- Mauricio Sotelo
- Francesco Soto de Langa
- André Souris
- John Sousa
- João de Sousa Carvalho
- Jerônimo de Souza Lôbo
- Leroy Southers
- Reveriano Soutullo Otero
- Joseph T. Spaniola
- Philip Sparke
- Oley Speaks
- Gay Holmes Spears
- Frederick Speck
- Georg Daniel Speer
- Michael Spencer
- Jan Matyáš Sperger
- Hendrik Speuy
- Fritz Spindler
- Bruno Spoerri
- Louis Spohr
- Gaspare Spontini
- Georges Sporck
- Abbé Maximilian Stadler
- Wilhelm Anton Stärk
- Richard Stahl
- John Stainer
- Petko Stainoff
- Piet Stalmeier
- Antonín Stamic
- Carl Stamic
- Jan Václav Antonín Stamic
- Pavel Staněk
- Charles Villiers Stanford
- David Stanhope
- Robert Starer
- Christopher Stark
- Simon Steen-Andersen
- Pavel Steidl
- Frank Steijns
- Leon Stein
- Max Steiner
- Jim Steinman
- William Steinohrt
- Konrad Stekl
- Frank Stemper
- David Stephen
- Henry Stern
- Robert Stern
- Bernard Stevens
- Halsey Stevens
- Ronald Stevenson
- Frank Graham Stewart
- Louis Stewart (componist)
- Robert Stewart (componist)
- Erik Stifjell
- William Grant Still
- David Stock
- Karlheinz Stockhausen
- Jan Stoeckart
- Gottfried Heinrich Stölzel
- Veselin Stojanov
- Sigismond Stojowski
- Eric Stokes
- Leopold Stokowski
- Alessandro Stradella
- Newton Strandberg
- Allen Strange
- Oscar Strasnoy
- Dizzy Stratford
- Franz Joseph Strauss
- Johann Strauss sr.
- Johann Strauss jr.
- Josef Strauss
- Richard Strauss
- Jean Strauwen
- Jules-Emile Strauwen sr.
- Igor Stravinsky
- Jules Strens
- Willem Strietman
- Erwin Strikker
- Georg Templeton Strong
- Barbara Strozzi
- Delphin Strungk
- Nicolaus Adam Strungk
- Clive Strutt
- Leslie Stuart
- Steven Stucky
- Ludger Stühlmeyer
- Hubert Stuppner
- Joseph Hartmann Stuntz
- Christophe Sturzenegger
- Jule Styne
- Joel Eric Suben
- Eugene Suchoň
- Robert Suderberg
- Meiro Sugahara
- Isotaro Sugata
- Yasuhiko Sugino
- Koichi Sugiyama
- Josef Suk
- Lepo Sumera
- Robert Sund
- Franz von Suppé
- Carlos Surinach
- Tielman Susato
- Iwan Susetyo
- José Susi López
- Anthony Suter
- Robert Suter
- Heinrich Sutermeister
- Johannes Suykerbuyk
- Masato Suzuki
- Yukikazu Suzuki
- Johan Svendsen
- Georgi Vasiljevitsj Sviridov
- Karel Svoboda
- Tomás Svoboda
- Egmont Swaan
- Jan Pieterszoon Sweelinck
- William Sweeney
- Piet Swerts
- Gottfried Freiherr van Swieten
- Richard Swift
- Eric Swiggers
- Gloria Wilson Swisher
- William Sydeman
- Tomasz Szadek
- Wacław z Szamotuł
- George Szell
- Erzsébet Szőnyi
- Bolesław Szulia
- Karol Szymanowski

### T
- Germaine Tailleferre
- Jenő Takács
- Toru Takemitsu
- Otar Taktakisjvili
- Josef Tal
- Adrien Talexy
- Thomas Tallis
- Riikka Talvitie
- Eino Tamberg
- Fumio Tamura
- Karen Tanaka
- Masaru Tanaka
- Yoshifumi Tanaka
- Aleksandr Sergejevitsj Tanejev
- Sergej Tanejev
- Kelly Tang
- Jerrè Tanner
- Alexandre Tansman
- Giovanni Tarditi
- Francisco Tárrega
- Giuseppe Tartini
- Gábor Tarján
- Rudi Tas
- Phyllis Margaret Duncan Tate
- John Tavener
- John Taverner
- Georg Philipp Telemann
- Nancy Telfer
- Albert Tepper
- Naoyuki Terai
- Naohiko Terashima
- Sigismund Thalberg
- Johann Theile
- Mikis Theodorakis
- Christopher Theofanidis
- Pierre Thielemans
- Clemens Thieme
- Charles Louis Ambroise Thomas
- Augusta Read Thomas
- Francis Thomé
- Virgil Thomson
- Cedric Thorpe Davie
- František Xaver Thuri
- Jukka Tiensuu
- Harry Tierney
- Yann Tiersen
- Frederick Tillis
- Johannes Tinctoris
- Dmitri Tjomkin
- Michael Tippett
- Boris Tisjtsjenko
- Jehan Titelouze
- Antonín Emil Titl
- Rudolf Tobias
- Ernst Toch
- Akira Toda
- Kunio Toda
- Louis Toebosch
- Richard Toensing
- Václav Jan Křtitel Tomášek
- Henri Tomasi
- Fernand de La Tombelle
- Thomas Tomkins
- Ernest Tomlinson
- Damien Top
- Edward Top
- Giuseppe Torelli
- Trygve Torjussen
- Michael Torke
- Veljo Tormis
- Paul Tortelier
- Enrico Toselli
- Francesco Paolo Tosti
- Charles Tournemire
- Bramwell Tovey
- Joan Tower
- Declan Townsend
- Douglas Townsend
- Yuzo Toyama
- Vincenzo Tozzi
- Giovanni Maria Trabaci
- Gerhard Track
- Trebor
- David Del Tredici
- Joan Trimble
- Lester Albert Trimble
- Bohumil Trnečka
- Manfred Trojahn
- Václav Trojan
- Allan Trubitt
- Gustavo A. Trujillo
- Chieh Tsao
- Boris Tsjaikovski
- Pjotr Iljitsj Tsjaikovski
- Aleksandr Tsjerepnin
- Ivan Alexandrovitsj Tsjerepnin
- Nikolai Tsjerepnin
- Pavel Tsjesnokoff
- Setsuo Tsukahara
- Masato Tsuyuki
- Eduard Tubin
- Antonín Tučapský
- Terig Tucci
- Fisher Tull
- František Ignác Antonín Tůma
- Franz Tunder
- Erkki-Sven Tüür
- Joaquín Turina Pérez
- Francesco Turini
- Mark-Anthony Turnage
- Jess Langston Turner
- Paul Harris Turok
- Joseph Turrin
- Burnet Tuthill
- Geirr Tveitt
- Christopher Tye
- Jeff Tyzik
- Shing-Kwei Tzeng

### U
- Christian F. H. Uber
- Floro Melitón Ugarte
- Alfred Uhl
- Theodor Uhlig
- Ludmila Ulehla
- Viktor Ullmann
- Kenjiro Urata
- Ernst Ludwig Uray
- Ernst Urbach
- Bartolomei Urbanec
- José Maria Usandizaga

### V
- Nicola Vaccai
- Fabio Vacchi
- Miloš Vacek
- Dalibor Vačkář
- David van Vactor
- Peeter Vähi
- Carlo Valentini
- Giovanni Valentini
- Michelangelo Valentini
- Joaquín Valdeverde
- Joaquín y Sanjuán Valdeverde
- Michael Valenti
- Roberto Valera
- Andres Valero-Castells
- Francisco José Valero-Castells
- Gunnar Valkare
- Nicolaes Vallet
- Werner Van Cleemput
- Cyriel Van den Abeele
- Jan Van der Roost
- Frank Van der Stucken
- Renier Van der Velden
- Joe Vanenkhuizen
- Jan Křtitel Vaňhal
- Charles-Joseph van Helmont
- Jef Van Hoof
- Jan Van Landeghem
- Annelies Van Parys
- Česlav Vaňura
- René Vanstreels
- Raimbaut de Vaqueiras
- José María Varela Silvari
- Edgard Varèse
- Louis Varney
- Sérgio de Vasconcellos Corrêa
- Pēteris Vasks
- Sergey Vassilenko
- Léon Vassem
- Ralph Vaughan Williams
- Diego Vega
- José de la Vega Sánchez
- Gottfried Veit
- Pavel Josef Vejvanovský
- Leonardo Velázquez
- Jacob ter Veldhuis
- Bernart de Ventadorn
- Francesco Venturini
- Francesco Maria Veracini
- Theo Verbey
- Carl Verbraeken
- Eric Verbugt
- Giuseppe Verdi
- Renaat Veremans
- Edward Verheyden
- Johannes Verhulst
- Coen Vermeeren
- Hans Vermeersch
- Matthijs Vermeulen
- John Weedon Verrall
- Jan Baptist Verrijt
- Alexey Verstovsky
- Juan Vert Carbonell
- Mykhaylo Verykivs'ky
- Johann Vesque von Püttlingen
- Nicolaus Vetter
- Joseph Vézina
- Henri Vieuxtemps
- Tomás Luis de Victoria
- Gerard Victory
- Oscar V. Vidal i Belda
- Paul Vidal
- Louis Vierne
- René Vierne
- Josée Vigneron-Ramackers
- Jukka Viitasaari
- Markku Viitasaari
- Ricardo Villa González
- Heitor Villa-Lobos
- Edmundo Villani-Côrtes
- Johannes Vincenet
- Carl Vine
- Daniele Vineis
- Gilbert Vinter
- Joannes Josephus Viotta
- Jāzeps Vītols
- Philippe de Vitry
- Koen Vits
- Antonio Vivaldi
- Amadeo Vives
- Allen Vizzutti
- Kees Vlak
- Jan van Vlijmen
- Lodewijk De Vocht
- Fritz Voegelin
- Charles Louis Adolphe Vogel
- Johann Christoph Vogel
- Roger C. Vogel
- Willem Vogel
- Wladimir Vogel
- Walther von der Vogelweide
- Johann Caspar Vogler
- Kevin Volans
- Alexander Voormolen
- Jan Václav Hugo Voříšek
- Antonín Vranický
- Pavel Vranický
- Henny Vrienten
- Klaas de Vries
- Melchior Vulpius
- Philippe Van Wichel

### W
- Kaoru Wada
- Zachary Wadsworth
- Hendrik Waelput
- Oliver Waespi
- Peter-Jan Wagemans
- Diderik Wagenaar
- Johan Wagenaar
- Max Wagenknecht
- Christoph Wagner
- Douglas E. Wagner
- Richard Wagner
- Siegfried Wagner
- Rudolf Wagner-Régeny
- André Waignein
- Kevin Walczyk
- Émile Waldteufel
- Gwyneth Van Anden Walker
- William Walond
- J. Simon van der Walt
- David Walter
- Fried Walter
- Johann Walther
- Johann Gottfried Walther
- William Walton
- Bob Wander
- David Ward
- Robert Ward
- Peter Warlock
- Robert Washburn
- Comte Unico Wilhelm van Wassenaer
- Toshiyuki Watanabe
- Urato Watanabe
- Franz Waxman
- Gabriel von Wayditch
- Andrew Lloyd Webber
- Carl Maria von Weber
- Edmund Weber
- Joseph Miroslav Weber
- Anton Webern
- Georg Caspar Wecker
- Thomas Weelkes
- Romanus Weichlein
- Thaddäus Weigl
- Kurt Weill
- Mieczysław Weinberg
- Lawrence Weiner
- Leó Weiner
- Felix Weingartner
- John Jacob Weinzweig
- Judith Weir
- Häns'che Weiss
- Sylvius Leopold Weiss
- Dan Welcher
- Egon Wellesz
- Martin Wendel
- Marcel Wengler
- Guo Wenjing
- Hermann Wenzel
- Eberhard Werdin
- Floyd Werle
- Gregor Joseph Werner
- Giaches de Wert
- Olivier Wery
- Samuel Wesley
- Harri Wessman
- Renee Westenbrink
- Niccolò van Westerhout
- Wilfried Westerlinck
- Johann Paul von Westhoff
- Richard Wetz
- Lambert Wetzels
- Christoph E.F. Weyse
- Paul W. Whear
- Eric Whitacre
- Clarence Cameron White
- Tyler Goodrich White
- William G Whittaker
- Ian Whyte
- Charles-Marie Widor
- Bedřich Antonín Wiedermann
- Henryk Wieniawski
- Jean Wiertz
- Alec Wilder
- Philip Wilby
- John Wilbye
- James Wilding
- Frank Wiley
- Rolf Wilhelm
- Margaret Lucy Wilkins
- Adriaan Willaert
- Alberto Williams
- Grace Williams
- James Clifton Williams
- James Kimo Williams
- John Williams
- Patrick Williams
- Malcolm Williamson
- Andreas Willscher
- Meredith Willson
- Johann Wilhelm Wilms
- Brian Wilson
- Brian Scott Wilson
- Dana Wilson
- Ian Wilson
- Thomas Wilson
- Gerhard Winkler
- Stephan Winkler
- Peter Winter
- Michael Wise
- Jozef van Wissem
- Zbigniew Wiszniewski
- Christian Friedrich Witt
- Michael Wittgraf
- Robert Wittinger
- Eberhard L. Wittmer
- Konrad Wölki
- Hugo Wolf
- Cornelis de Wolf
- Ermanno Wolf-Ferrari
- Johannes M.A. Wolff
- Thorsten Wollmann
- Stefan Wolpe
- Donald Reid Womack
- Charles Wood
- Gareth Wood
- Haydn Wood
- Jeffrey Wood
- Guy Woolfenden
- John Woolrich
- Felix Woyrsch
- Gregg Wramage
- Kenneth Anthony Wright
- Klaus Wüsthoff
- Charles Wuorinen

### X
- Diego Xaraba y Bruna
- Iannis Xenakis
- Spyridon Xyndas

### Y
- Satoshi Yagisawa
- Kosaku Yamada
- Hiroyuki Yamamoto
- Junnosuke Yamamoto
- Takayoshi Yanagida
- James Yannatos
- Akio Yashiro
- Byron Yasui
- Yiruma
- Peter Yorke
- Takashi Yoshimatsu
- Vincent Youmans
- Victor Young
- Gregory Youtz
- Rocus van Yperen
- Eugène Ysaÿe
- Jōji Yuasa
- Isang Yun
- Vladimir Mikhailovitsj Yurovskij
- Iraida Yusupova
- Akira Yuyama

### Z
- Johannes Zaagmans
- Frank Zabel
- Friedrich Zachau
- Eugene Zador
- Mario Zafred
- Judith Lang Zaimont
- Ivan Zajc
- Evžen Zámečník
- Rudolf Zamrzla
- Riccardo Zandonai
- Luigi Zaninelli
- Frank Zappa
- Magister Zavis von Zapy
- Julien-François Zbinden
- Mojmír Zedník
- Kristoffer Zegers
- Norbert Zehm
- Jan Dismas Zelenka
- Władysław Żeleński
- Carl Zeller
- Carl Friedrich Zelter
- Alfréd Zemanovský
- Alexander von Zemlinsky
- Zhang Hao-Fu
- Zhou Long
- Ottakar Zich
- Carl Michael Ziehrer
- Frans Zielens
- Mikołaj Zieleński
- Marilyn J. Ziffrin
- Winfried Zillig
- Anton Zimmermann
- Bernd Alois Zimmermann
- Nicola Antonio Zingarelli
- Domenico Zipoli
- Ján Zimmer
- Nebojša Jovan Živkovič
- Matteo Zocarini
- Zdeněk Zouhar
- Victor de Zubizarreta Arana
- Patrick Zuk
- Johann Rudolf Zumsteeg
- Mischa Zupko
- Ramon Zupko
- Belle van Zuylen
- Jan Zwart
- Bernard Zweers
- Ellen Taaffe Zwilich

## Pop/jazz-componisten
- Corinne Allal (1955)
- Laurie Anderson (1947)
- Charles Aznavour (1924)
- Gilbert Bécaud (1927-2001)
- Ignace Baert (1950)
- Burt Bacharach (1928-2023)
- Harry Bannink (1929-1999)
- Irving Berlin (1888-1989)
- Alan Blaikley (1940-)
- David Bowie (1947)
- Billy Bragg (1957)
- Willem Breuker (1944)
- Uri Caine (1956)
- Elvis Costello (1954)
- Joe Dassin (1938-1980)
- George Duke (1946-2013)
- Brian Eno (1948)
- Gil Evans (1912-1988)
- Bryan Ferry (1945)
- Boy George (1961)
- George Gershwin (1898-1937)
- Barry Guy (1947-)
- George Harrison (1943-2001)
- Ken Howard (1939-)
- Julia Hülsmann (1968-)
- Joe Jackson (1954)
- Mick Jagger (1943)
- Jean-Michel Jarre (1948)
- Jack Jersey (1941-1997)
- Theo Jörgensmann (1948)
- Elton John (1947)
- Carole King (1942)
- Uèle Lamore (1993)
- Lawrence Lapin (1935)
- Nick LaRocca (1889-1961)
- William Franklin Lee III (1929-2011)
- Michel Legrand (1932-2019)
- John Lennon (1940-1980)
- Richard Lieb (1930-)
- Melba Liston (1926-1999)
- Trini Lopez (1937)
- Robert Lowden (1920-1998)
- Don Lusher (1923-2006)
- Arie Maasland (1908-1980)
- Frank Mantooth (1947-2004)
- Paul McCartney (1942)
- Joe Meek (1929-1967)
- George Michael (1963-2016)
- Joni Mitchell (1943)
- Masakuni Nakamoto (1950-)
- Graham Nash (1942)
- Lelo Nazário (1956)
- Oliver Nelson (1932-1975)
- Lennie Niehaus (1929)
- Erik Norström (1935)
- Gilbert O'Sullivan (1946)
- Mike Oldfield (1953)
- Roy Orbison (1936-1988)
- Kim Portnoy (1954-)
- Morgan Powell (1938-)
- Charles Queener (1921-1997)
- Lou Reed (1942)
- Lionel Richie (1950)
- David Rose (1910-1990)
- Eric Ross (1948)
- Howard Rowe (1942)
- Bill Russo (1928-2003)
- Catherine Sauvage (1929-1998)
- Lalo Schifrin (1932)
- Errol Weiss Schlabach (1942)
- Marzio Scholten (1982)
- Joseph Scianni (1928)
- Neil Sedaka (1939)
- Lars Sjösten (1941)
- Craig Skeffington (1966-)
- William O. Smith (1926-)
- Chris Smith (1879-1949)
- Phil Spector (1940)
- Ringo Starr (1940)
- Jeffrey Steinberg
- Billy Strayhorn (1915-1967)
- Martin Streule (1971-)
- Geoffroy Tamisier (1973-)
- Bernie Taupin (1950)
- Frode Thingnæs (1940-)
- Albert Von Tilzer (1878-1956)
- Harry Von Tilzer (1872-1946)
- Keith Tippett (1945)
- Vangelis (1943)
- Christian Wallumrød (1971-)
- Melle Weersma (1908-1988)
- Robert Wyatt (1945)
- Frank Zappa (1940-1993)